# Muscle ciliaire
Le muscle ciliaire est un muscle lisse oculaire appartenant au corps ciliaire dont le rôle est de moduler le pouvoir convergent du cristallin et de permettre l'accommodation dans le domaine de la vision.
Lors de la fixation d'un point éloigné, il se relâche, étirant ainsi les fibres zonulaires, ce qui applatit le cristallin et réduit sa convergence.
À l'inverse, lorsque le regard se pose sur un objet proche, il se contracte, ce qui détend les fibres zonulaires, fixées autour du cristallin, permettant de laisser ce dernier reprendre une forme plus sphérique et plus convergente.

## Description
C'est un muscle lisse qui possède des fibres circulaires centrales et méridiennes périphériques.

## Innervation
Le muscle ciliaire est innervé par le nerf oculomoteur (III).